# Il castello del cappellaio (film)
Il castello del cappellaio (Hatter's Castle) è un film del 1942 diretto da Lance Comfort, liberamente tratto dall'omonimo romanzo di A.J. Cronin.

## Trama
James Brodie ha una bottega di cappellaio ma ha costruito una grandiosa dimora e frequenta l'aristocrazia per fare vedere che anche lui ha nobili ascendenze. Mentre a casa tiranneggia la moglie e la figlia trattandole come serve e fa pressione sul figlio minore affinché sia sempre il primo a scuola, con la scusa del circolo esce spesso per trattenersi con Nancy, sua amante. Proprio grazie a Nancy conosce Dennis, che viene presentato come suo fratellastro, e che viene subito assunto nella bottega come commesso. L'uomo ha però un secondo fine: arricchirsi il più velocemente possibile e non appena sente che il negoziante di fianco ha problemi di soldi e che proprio Brodie ha rifiutato di acquistare il suo negozio, si fa da intermediario con una grande catena che vende cappelli e si intasca una lauta provvigione.
Nel frattempo il giovane dottor Renwick frequenta di nascosto casa Brodie, la madre infatti continua a stare male ma per il dottore di famiglia è cosa da nulla mentre invece si tratta di cancro. Si interessa anche a Mary e la vorrebbe sposare ma il padre non accetta un simile matrimonio avendo altre aspirazioni.
James scopre Dennis in atteggiamenti intimi con Nancy e si rende conto che non sono fratellastri, lo licenzia su due piedi ma l'uomo per vendetta gli rivela di aver sedotto la figlia Mary che viene subito cacciata di casa.
Mary raggiunge Dennis sul treno che dovrebbe portarlo a Londra ma si rende conto che l'uomo non l'ha mai amata e scende ad una stazione intermedia, l'uomo sarà subito dopo vittima del disastro del Tay Bridge quando a causa di un cedimento strutturale il ponte sul fiume crolla causando diverse vittime tra i viaggiatori del treno.
Il negozio concorrente ha grande successo mentre il negozio di Brodie non ha quasi più clienti, l'uomo non è più in grado di onorare i debiti con le banche. La moglie muore subito dopo aver scoperto che la nuova arrogante governante è l'amante del marito mentre il figlio si suicida per aver deluso il padre: era stato infatti scoperto a frugare nella scrivania del professore alla ricerca della prova d'esame. L'uomo impazzito causa un grande incendio che distrugge la sua casa e dove trova la morte.
Al suo funerale partecipa tutto il paese ma Mary si ritrova isolata da tutti, l'unica persona che le si avvicina è il dottor Renwick che la prende per mano e si allontana con lei.